# Crosbyton
Crosbyton település az Amerikai Egyesült Államok Texas államában, Crosby megyében, melynek megyeszékhelye is. Lakosainak száma 1492 fő (2020. április 1.).

## Népesség
A település népességének változása:

| 2010 | 1 741 |
| 2020 | 1 492 |